# Sinagoga nuova di Hannover
La sinagoga nuova di Hannover, oggi scomparsa, era la sinagoga monumentale di Hannover, in Germania, e al tempo uno degli edifici più imponenti e distintivi della città. Costruita tra il 1864 e il 1870 in stile eclettico, fu incendiata dai nazisti nella notte tra il 9 e il 10 novembre 1938 (Kristallnacht) e quindi totalmente demolita.

## Storia

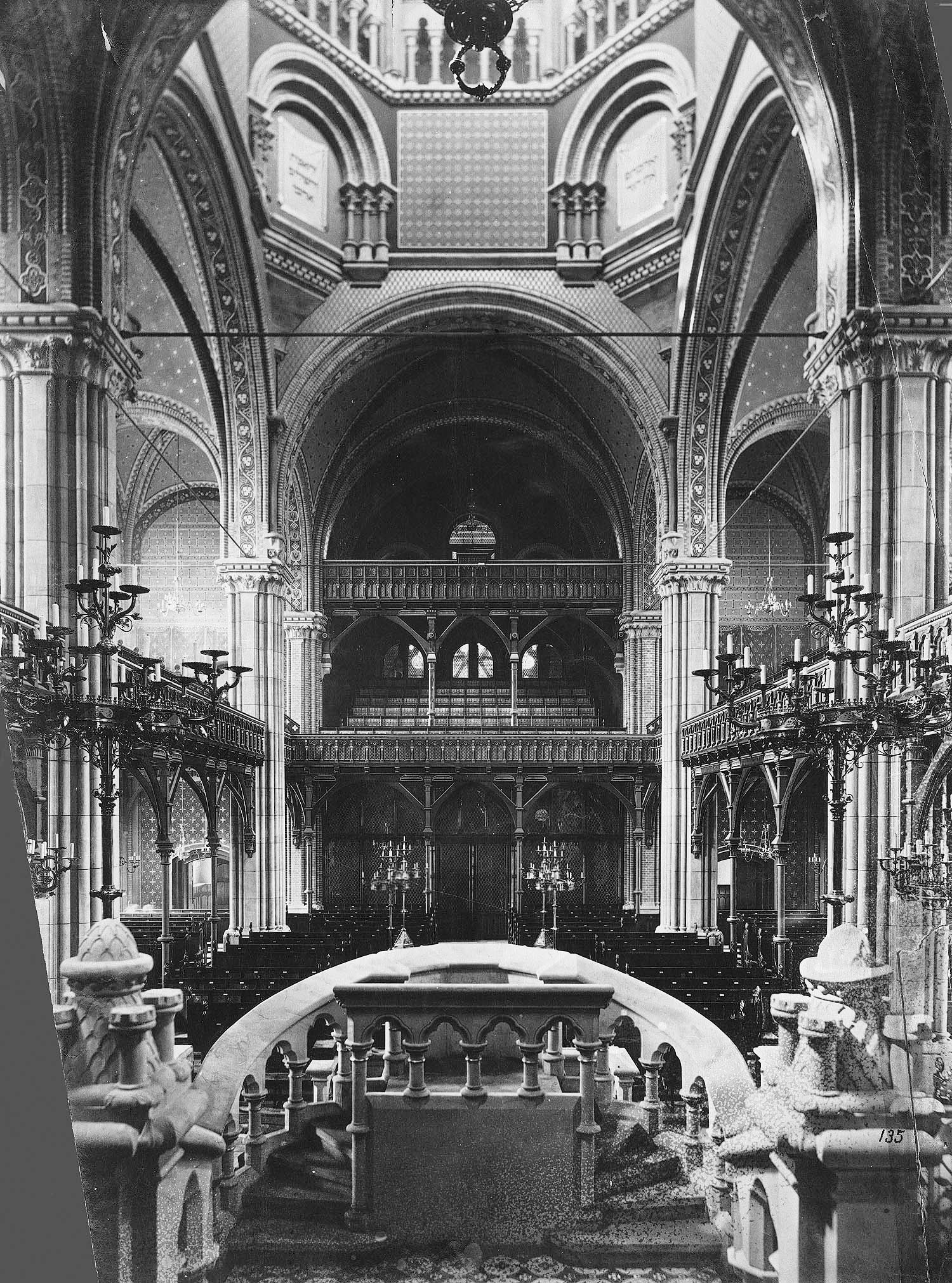
L'interno della sinagoga in una foto del 1890

Il rapido incremento della popolazione ebraica di Hannover richiese già nell'Ottocento l'edificazione di un nuovo, più ampio luogo di culto.
I lavori di costruzione della sinagoga nuova cominciarono nel 1864 e si conclusero nel 1870. La cerimonia di inaugurazione si svolse il 15 settembre 1870.

### L'architettura

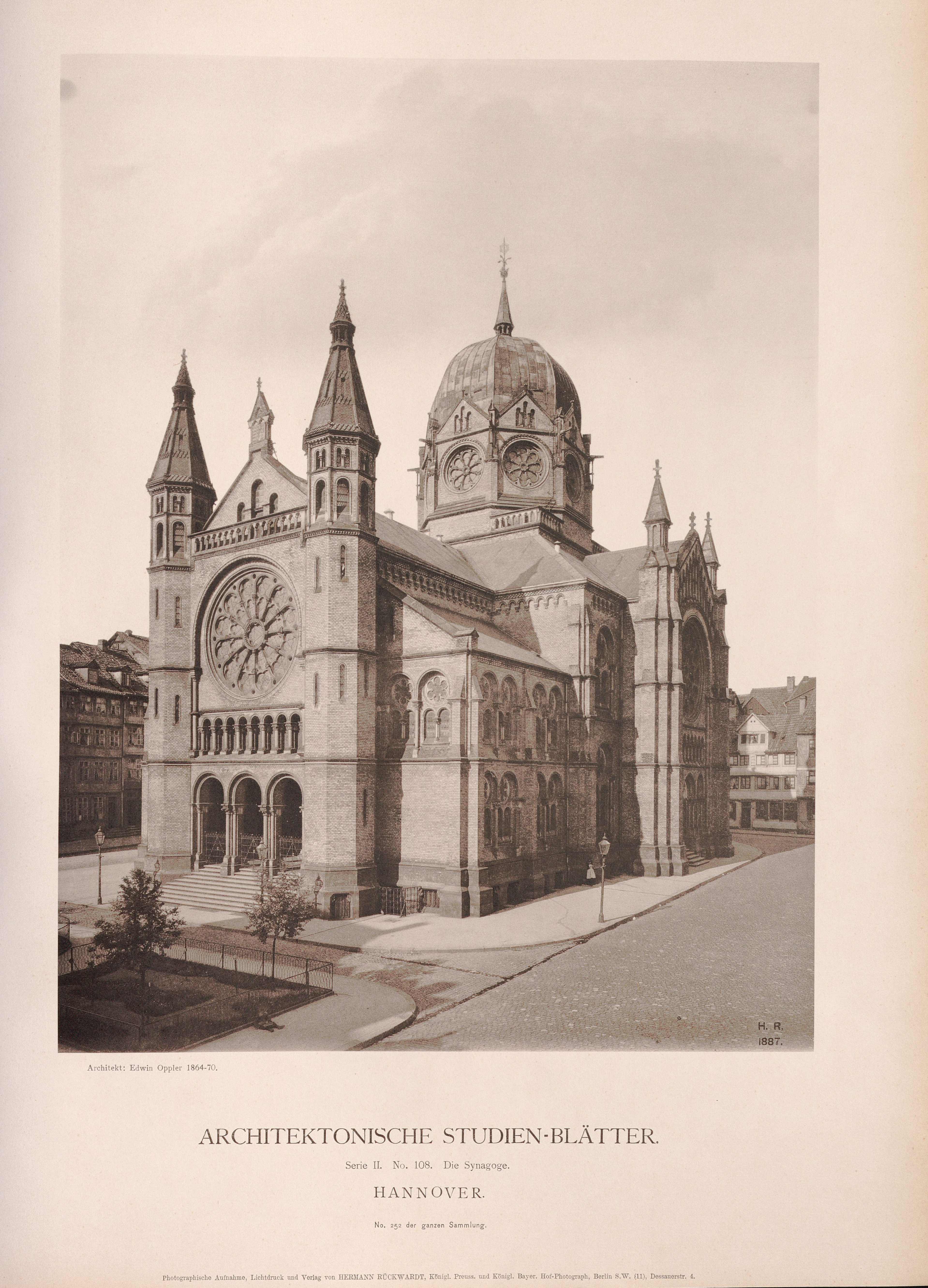
La sinagoga in foto del 1887

L'architetto Edwin Oppler volle dare alla sinagoga uno stile "tedesco" rigettando come estraneo alla tradizione ebraica lo stile neomoresco allora di gran moda. Il risultato fu una delle più grandiose e spettacolari sinagoghe monumentali della Germania, che fece da modello ad altre simili realizzazioni come la sinagoga nuova di Breslavia o la sinagoga grande di Katowice.
La sinagoga si presentava come una grandiosa basilica neoromanica (in combinazione eclittica con elementi neogotici). Sorgeva in splendido isolamento al centro di una piazza. La pianta era a croce greca su cui poggiava l'alta cupola, con quattro facciate. Nella facciata principale il timpano centrale era sostenuto da due torri laterali sul modello dalla cattedrale di Worms. La sinagoga era costruita in mattoni gialli. Finestre e cornici erano decorate con pietra arenaria. La sinagoga poteva ospitare 1100 persone; 650 posti erano riservati agli uomini, 450 alle donne nelle gallerie sostenute da colonne in ghisa.

### La distruzione
Con l'ascesa al potere di Hitler la situazione si fece immediatamente difficile. Già nel 1933 e nel 1935 ci furono atti vandalici contro l'edificio, finché la notte del 9-10 novembre 1938 ("Kristallnacht") la sinagoga, al pari delle altre sinagoghe della Germania tutta, fu incendiata dai nazisti. Le parti ancora rimaste in piedi furono fatte saltare in aria; l'edificio fu completamente demolito e le macerie rimosse. Al suo posto fu costruito nel 1940 durante la seconda guerra mondiale un rifugio antiaereo, poi trasformato nel dopoguerra in un parcheggio sotterraneo.
La comunità ebraica di Hannover che nel 1933 contava 4839 membri fu pressoché completamente annientata con l'Olocausto. Nel 1963 una nuova, più piccola sinagoga fu costruita in altra località sulla Haeckelstrasse. La rinata comunità ebraica di Hannover ha conosciuto dopo la riunificazione tedesca un periodo di grande sviluppo e conta oggi più di 5.000 membri.

### La memoria
Nel 1958, una targa commemorativa fu posta a pochi metri dall'antica sede della sinagoga in sua memoria. Nel 1978, fu istituito un memoriale sul sito, che fu ampliato nel 1993.

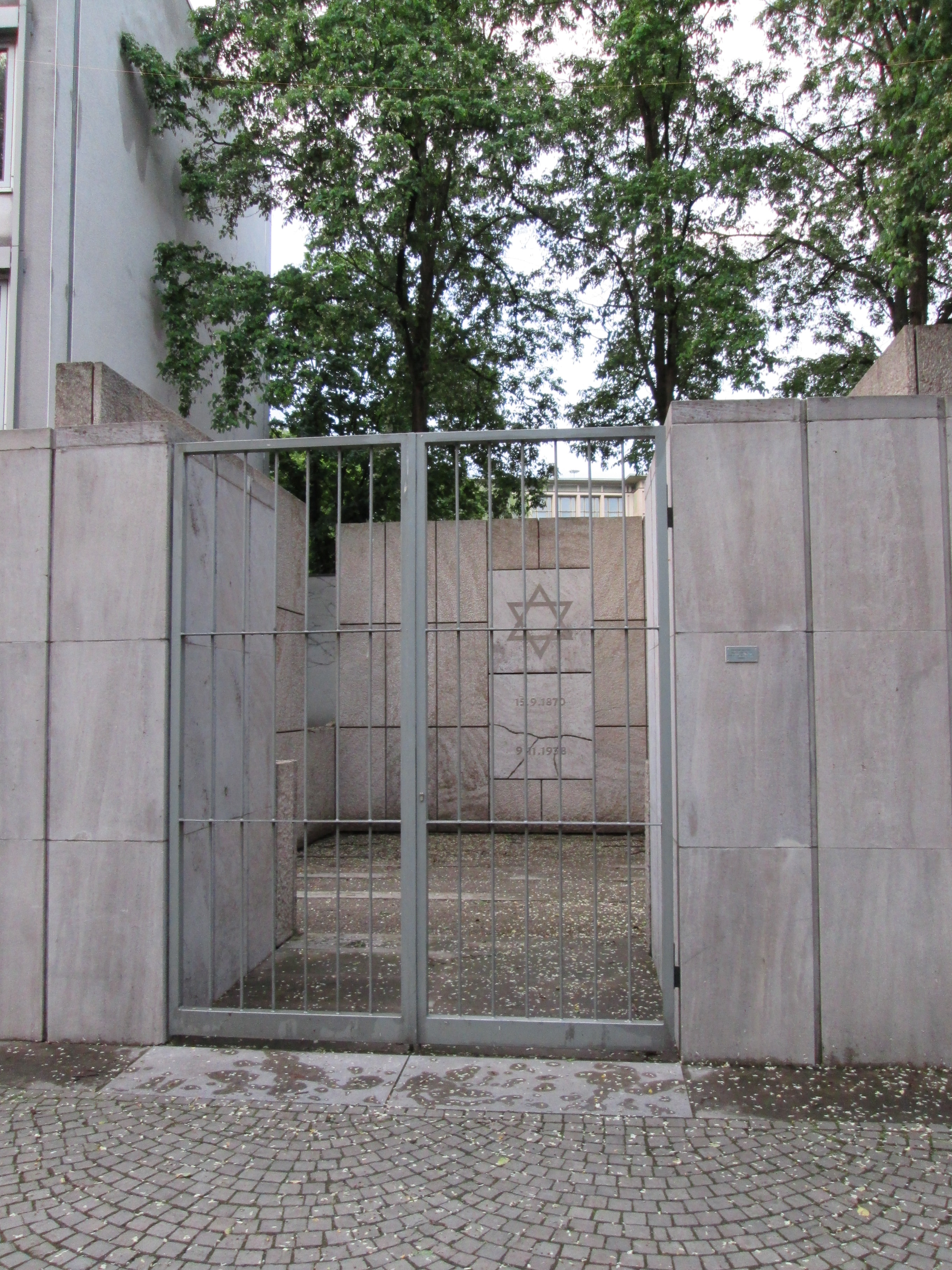
L'ingresso del memoriale
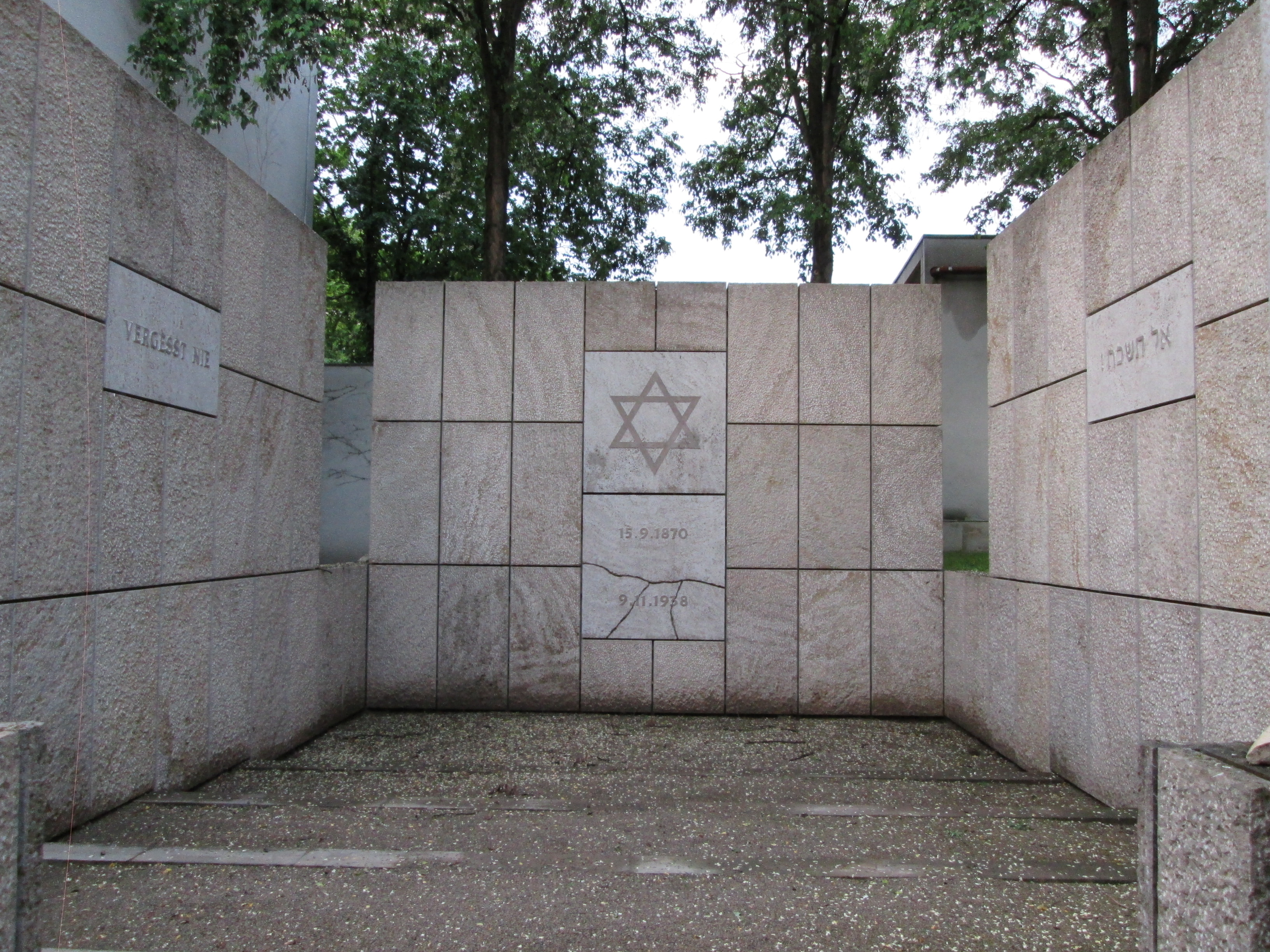
Il vano centrale
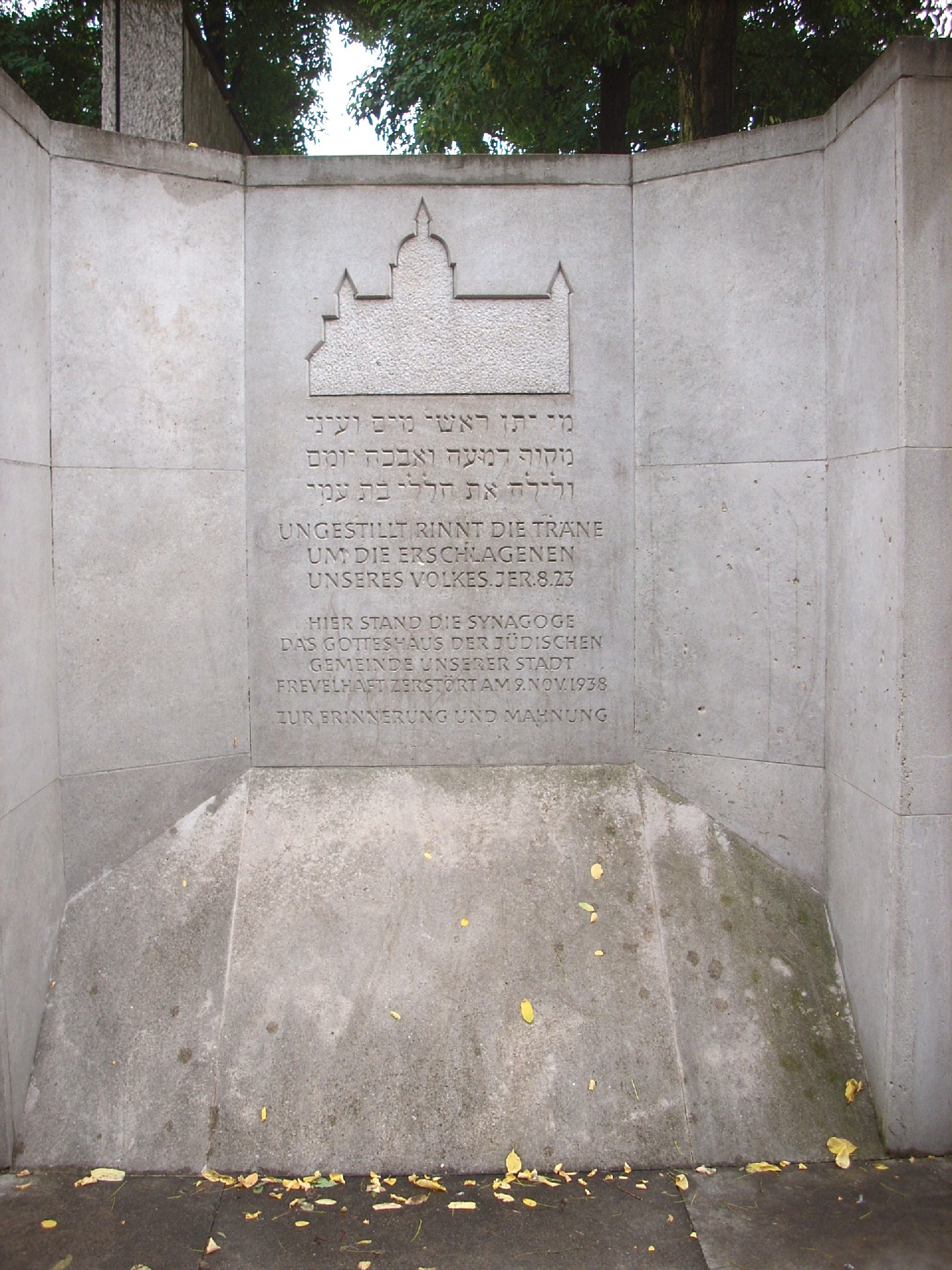
Il memoriale della sinagoga
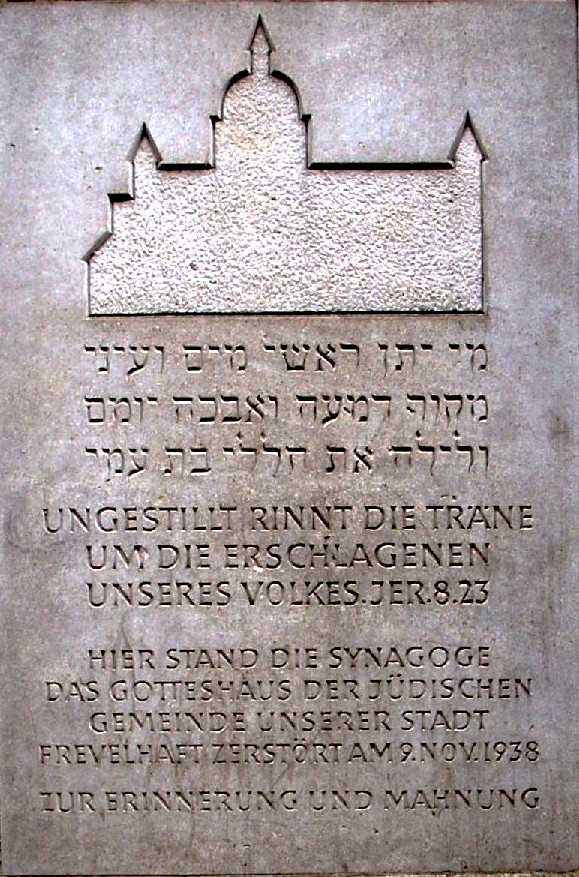
L'iscrizione in ebraico e tedesco

L'iscrizione, in tedesco e ebraico, recita:
Ungestillt rinnt die Träne um die erschlagenen unseres Volkes (Jer 8.23). Hier stand die Synagoge das Gotteshaus der jüdischen Gemeinde unserer Stadt fevelhaft zerstört am 9. Nov. 1938. Zur Erinnerung und Mahnung.

(Le lacrime scorrono silenziosamente per gli uccisi del nostro popolo (Ger 8,23). Qui sorgeva la sinagoga, la casa di Dio della comunità ebraica della nostra città, scelleratamente distrutta il 9 novembre 1938. A memoria e monito.)
Questo è tutto ciò che resta di quello che per un secolo fu uno dei monumenti più imponenti e distintivi della città di Hannover.
Nel 1994, nella Opernplatz di Hannover è stato eretto un monumento commemorativo progettato da Michelangelo Pistoletto. Commemora i 6.800 ebrei che furono deportati da Hannover. Tuttavia, i testi delle iscrizioni non menzionano la sinagoga distrutta.